# Dibba
Koordinaten: 25° 37′ N, 56° 17′ O
Dibba (arabisch دبا, DMG Dibbā) ist eine Stadt, die sowohl im Gouvernement Musandam in Oman als auch in den Emiraten Schardscha und Fudschaira der Vereinigten Arabischen Emirate (VAE) liegt.
Dibba liegt in drei Regionaleinheiten (wilāya im Oman, Distrikt bzw. Stadtgemeinde in den VAE):
- Dibba al-Bay'a, in Oman. 21,1 km², 6402 Einwohner (12. Dezember 2010)
- Dibba al-Fudschaira, in Fudschaira (VAE). 45,0 km², 29.301 Einwohner (1. Juli 2015)
- Dibba al-Hisn, Stadtgemeinde in Schardscha (VAE). 4,38 km², 12.573 Einwohner (1. Juli 2015)

## Wirtschaft
In dem in Fudschaira gelegenen Teil der Stadt ist die Ghadeer Mineral Water Company ansässig, die ein Mineralwasser vertreibt, das den Namen Dibba trägt.
Außerdem profitiert die Stadt von einer kleinen Anzahl Touristen, die meist einen Tag auf traditionellen Dau-Booten verbringen und vom lokalen Hafen aus in nahegelegene Buchten fahren und dort Schnorcheln oder am Strand entspannen.

## Geschichte
Während der Ridda-Kriege (632–634) fand eine der Schlachten in Dibba statt.
Historiker vermuten, dass sich an dieser Stelle zwischen 1624 und 1648 die portugiesische Kolonie Dibba befand. Im August 1648 belagerten die Araber den portugiesischen Stützpunkt Maskat und am 31. Oktober 1648 wurde zwischen Portugal und seinen Feinden ein Pakt geschlossen. Portugal musste nun in Kuriyat, Dibba al-Hisn und Matrah (Oman) Festungen bauen.
Dibba lag im Gebiet des Vertragsomans (von den Briten damals auch als Piratenküste bezeichnet), so dass Großbritannien für die Grenzziehung im Gebiet um Dibba mitverantwortlich war. Der im Emirat Schardscha liegende Teil Dibbas wurde 1951 erst in das Emirat eingegliedert. Zuvor war das Gebiet ein von Großbritannien anerkanntes Emirat Daba. Das Emirat Fudschaira wurde erst 1952 als eigenes Emirat von Großbritannien anerkannt. Die dort herrschende Familie asch-Scharqi hatte aber schon 1902 ihre Unabhängigkeit von Schardscha einseitig erklärt.